# آنا بوسكين
آنا بوسيكن (23 أكتوبر 1905 - 28 يونيو 1997) صحفية وكاتبة من جنوب إفريقيا ولدت في بريتوريا، وكتبت تحت الاسم المستعار إيه جاي، واشتهرت بخبرتها كمرجعية لتاريخ شركة الهند الشرقية الهولندية التي كانت موجودة بين عامي 1602 و1798. وتوفيت في كيب تاون عام 1997.

## سيرتها
كان والداها في الأصل هولنديين، درست في كل من جنوب أفريقيا وأوروبا قبل الحرب العالمية الثانية، يعتبرها العلماء المعاصرون واحدة من الخبراء البارزين في تاريخ وتطور شركة الهند الشرقية الهولندية. وفي منشورعام 2013 في مجلة Historia بعنوان: "kenner van die Kaapse VOC-geskiedenis " نُشرعن مساهمتها في صنع تاريخ المركبات العضوية المتطايرة في جنوب إفريقيا. وفي 18 يونيو 1964 أسست جمعية الأنساب.